# پیوه ا نیووله
پیوه ا نیووله (به ایتالیایی: Pieve a Nievole) یک کومونه در ایتالیا است که در استان پیستویا واقع شده‌است. پیوه ا نیووله ۱۲٫۷ کیلومتر مربع مساحت و ۹٬۳۸۷ نفر جمعیت دارد و ۲۸ متر بالاتر از سطح دریا واقع شده‌است.